# Instituto de Altos Estudios Nacionales
El Instituto de Altos Estudios Nacionales también conocido como IAEN es una universidad pública, ubicada en Quito, Ecuador. El IAEN es conocido como la Universidad de Posgrado del Estado debido a sus investigaciones y educación sobre el Estado, gobierno y la administración pública para el mejoramiento continuo de la administración pública, la consolidación del Estado constitucional de derechos y la democracia radical.
Fue fundada por el presidente Guillermo Rodríguez Lara en 1972, mediante Decreto Supremo N.º 375-A, con la misión original de formar a civiles y militares que den prolongación y fundamento al proyecto nacional. También en esa línea debía “investigar y analizar permanentemente la problemática nacional en todos sus aspectos y en relación con el mundo”.

## Historia
El Instituto de Altos Estudios Nacionales (IAEN) fue creada mediante Decreto Supremo N.º 375-A en 1972, con la misión original de formar a civiles y militares que den prolongación y fundamento al proyecto nacional e investigar y analizar permanentemente la problemática nacional en todos sus aspectos y en relación con el mundo.
El Instituto se funda en el contexto de un nuevo intento de consolidación de la institucionalidad estatal ecuatoriana, consolidación que no puede desprenderse de tres procesos que estaban sucediendo paralelamente. Por un lado, la llegada al poder institucional de la República de gobiernos militares; segundo: un nuevo ciclo de auge económico basado en la exportación de ciertos productos primarios; y tercero, una nueva relación que se inaugura con los sectores oligárquicos tradicionales del país. En esa fecha el IAEN estuvo directamente subordinado a la Secretaría General del Consejo de Seguridad Nacional y su dirección era ejercida por un oficial general de las Fuerzas Armadas.
En el año 1996, el Congreso de la República aprueba reconocer al IAEN como “entidad académica superior de postgrado”, hecho que se consolida en la Ley de Educación Superior del año 2010. 
La Ley Orgánica de Educación Superior señala en su Disposición General Novena que el Instituto de Altos Estudios Nacionales IAEN es la universidad de posgrado del Estado, con la misión de formar, capacitar y brindar educación continua, principalmente a las y los servidores públicos; investigar y generar pensamiento estratégico, con visión prospectiva sobre el Estado y la administración pública; desarrollar e implementar conocimientos, métodos y técnicas relacionadas con la planificación, coordinación, dirección y ejecución de las políticas y gestión pública.
Estas transformaciones deben ser situadas en el debate constitucional de Montecristi, que elevó a derecho de los servidores públicos y a una obligación del Estado la formación y la capacitación especializada y en la aprobación de una nueva la Ley Orgánica de Educación Superior (LOES). En la actualidad el IAEN es la Universidad de Postgrado del Estado ecuatoriano que realiza la formación y capacitación de los servidores públicos tanto de la administración pública nacional como de los gobiernos autónomos descentralizados, así como de personas con interés en asuntos públicos a nivel de investigación o construcción de políticas públicas.

## Misión
La misión del Instituto de Altos Estudios Nacionales – IAEN, es formar, capacitar y brindar educación continua, principalmente a las y los servidores públicos; investigar y generar pensamiento estratégico, con visión prospectiva sobre el Estado y la Administración Pública; desarrollar e implementar conocimientos, métodos y técnicas relacionadas con la planificación, coordinación, dirección y ejecución de las políticas y la gestión pública.

## Visión
Ser la Universidad líder en educación de posgrado e investigación referente a temas del Estado, gobierno, administración y servicio público; contribuyendo a la profesionalización, principalmente de las y los servidoras/es públicas/os, al fortalecimiento y la eficiencia de la administración estatal, aportando de esta manera a la consolidación del Estado constitucional de derechos y justicia, y al desarrollo del Ecuador.

## Principios
El IAEN se regirá por los principios establecidos en la Constitución, en los instrumentos internacionales y en la Ley Orgánica de Educación Superior y su Reglamento General, con particular énfasis en los siguientes postulados:
1.	Principio de igualdad de oportunidades para docentes e investigadores/as, estudiantes, empleados/as y trabajadores/as: El IAEN garantizará el acceso, permanencia, movilidad y egreso de su sistema, sin discriminación de género, identidad cultural, estado civil, idioma, religión, ideología, filiación política, pasado judicial, condición socioeconómica, condición migratoria, orientación sexual, estado de salud, discapacidad, diferencia física, ni por cualquier otra distinción, personal o colectiva, temporal o permanente que tenga por objeto o resultado menoscabar o anular el reconocimiento, goce o ejercicio de los derechos. De la misma forma, implementará mecanismos que permitan el cumplimiento de este principio a favor de las personas en movilidad.
2.	Principio de autodeterminación para la producción del pensamiento y conocimiento: El IAEN garantizará el principio de autodeterminación que constituye la generación de condiciones de independencia para la enseñanza, libertad de cátedra, generación y divulgación de conocimiento en el marco del diálogo de saberes, la universalidad del pensamiento y los avances científico-tecnológicos, locales y globales; así mismo garantizará condiciones laborales adecuadas para el cumplimiento de este principio.
3.	Principio de calidad: El IAEN se regirá por los máximos niveles de excelencia e innovación en sus actividades y programas académicos a fin de asegurar el mejoramiento continuo en todos sus niveles de formación, educación continua, capacitación e investigación.
4.	Principio de pertinencia: El IAEN enfocará su actividad académica en la atención a las necesidades de la administración pública y a los asuntos públicos, alineando sus planes estratégicos, operativos y acciones con la planificación nacional.
5.	Principio de integralidad: El IAEN determinará acciones para establecer mecanismos de articulación de los diferentes niveles de enseñanza, aprendizaje y modalidades del Sistema Nacional de Educación con el Sistema de Educación Superior, así como su articulación interna.
6.	Principio de autonomía responsable: El IAEN, por intermedio del Consejo Académico Universitario, asegurará el ejercicio del principio de autonomía responsable requerida para impulsar el desarrollo de su comunidad universitaria y el cumplimiento de su misión y visión, en aplicación de las disposiciones del ordenamiento jurídico vigente.
7.	Principio de cogobierno: El IAEN asume este principio como parte consustancial de la autonomía universitaria responsable, que radica en la dirección compartida entre los diferentes sectores de la comunidad universitaria: autoridades, profesores/as, estudiantes, graduadas/os, empleados/as y trabajadores/as. (Esta información es textual del Estatuto del IAEN, tal vez se pueda actualizar algún apartado, habría que consultar con el área pertinente.)

## Fines
El IAEN cumple con los siguientes fines:
1.	Ser entidad académica autónoma de posgrado orientada a la formación, la capacitación y la educación continua, principalmente de las/los servidores públicos.
2.	Estructurar, con enfoque de igualdad, programas académicos relacionados con áreas temáticas de gobierno y administración pública.
3.	Crear, investigar y difundir el pensamiento estratégico acerca del Estado, la gestión y las políticas públicas, a partir del examen crítico del saber existente y de una investigación de alto rigor científico, con visión prospectiva y de relevancia nacional e internacional.
4.	Impulsar el debate nacional sobre las políticas, la administración y la gestión públicas, con información y propuestas de rigor académico.
5.	Prestar servicios en los campos de su competencia, directamente o en colaboración con universidades, escuelas politécnicas ecuatorianas, centros de enseñanza, de investigación y organismos internacionales. (Esta información es textual del Estatuto del IAEN, tal vez se pueda actualizar algún apartado, habría que consultar con el área pertinente.)

## Objetivos
El IAEN cumple los siguientes objetivos:
1.	Fortalecer las capacidades académicas y profesionales preferencialmente de los/las servidores públicos, mediante programas de formación de posgrado.
2.	Desarrollar competencias en los/las servidores públicos, mediante procesos de educación continua y capacitación, orientados a mejorar su desempeño laboral.
3.	Generar conocimiento científico mediante investigaciones en el ámbito de su competencia.
4.	Garantizar competencias y conocimientos básicos y fundamentales para el ingreso a la administración pública ecuatoriana.
5.	Apoyar los procesos de innovación de la gestión pública a fin de alcanzar los objetivos nacionales establecidos en la Constitución y en la planificación nacional.
6.	Garantizar una alta calidad educativa y de excelencia, mediante una permanente evaluación de sus actividades académicas.
7.	Articular con las diferentes instituciones públicas la gestión de programas de formación inicial y capacitación de los servidores/as públicos/as.
8.	Crear vínculos con el Estado y la sociedad para fortalecer la gestión y administración pública.
9.	Los demás objetivos establecidos para la educación superior en la Constitución, la Ley Orgánica de Educación Superior, su Reglamento, el presente estatuto y demás normativa del ordenamiento jurídico vigente. (Esta información es textual del Estatuto del IAEN, tal vez se pueda actualizar algún apartado, habría que consultar con el área pertinente.)

## Estructura organizacional de gestión por procesos
El IAEN tiene la siguiente estructura organizacional de gestión por procesos:
Del Gobierno de la Universidad
•	Consejo Académico Universitario
•	Rectorado
•	Vicerrectorado
1. De los Centros
•	Centro de Economía Pública y Sectores Estratégicos
•	Centro de Gobierno y Administración Pública
•	Centro de Relaciones Internacionales
•	Centro de Derechos y Justicia
•	Centro de Seguridad y Defensa
•	Centro de Prospectiva Estratégica
2. De las Instancias Asesoras
•	Procuraduría
•	Coordinación General de Investigación
•	Dirección de Planificación
•	Dirección de Relaciones Interinstitucionales y Vinculación con la Sociedad
•	Dirección de Evaluación y Autoevaluación
•	Dirección de Comunicación Social
•	Dirección de Auditoría Interna
•	Dirección de Innovación Tecnológica
•	Dirección de Bienestar Estudiantil y Admisiones
3. De las Instancias de Apoyo
•	Coordinación General Administrativa Financiera
o	Dirección Administrativa
o	Dirección Financiera
o	Dirección de Desarrollo Humano
•	Secretaría General
o	Registro Estudiantil
o	Archivo
•	Dirección de Biblioteca
•	Dirección Editorial